# 内城 (捷克克鲁姆洛夫)
内城 (Vnitřní Město)是捷克克鲁姆洛夫的一部分，面積9.72公里，有171个注册地址。永久居民412人
捷克克鲁姆洛夫历史中心是一处世界遗产。